# إرنست لودفيغ جيربر
إرنست لودفيغ جيربر (بالألمانية: Ernst Ludwig Gerber)‏ هو عالم موسيقى وملحن ألماني، ولد في 29 سبتمبر 1746 في زوندرسهاوزن في ألمانيا، وتوفي بنفس المكان في 30 يونيو 1819.